# Namu Amida Butsu! Rendai Utena
Namu Amida Butsu! Rendai Utena (яп. なむあみだ仏っ!-蓮台 UTENA- Наму Амида Буцу! Рэндай Утэна) — японская ролевая игра, разработанная компанией DMM Games в 2019 году для мобильных платформ Android и iOS, а также в качестве браузерной игры для персональных компьютеров.
Впервые о проекте новой игры на основе сюжетов буддийской мифологии публике было сообщено 31 июля 2018 года. 8 августа того же года на официальной презентации проекта было объявлено о создании аниме-адаптации работы, производство которой было получено студии Asahi Production. Режиссёром-постановщиком картины был назначен Акира Огуро, сценаристом картины стала Эрика Ёсида, ранее известная по сериалу Trickster и работе с франшизой Lupin III. Музыкальное сопровождение было написано композитором Ёсиаки Фудзисавой. Открывающая композиция «Amauta» была исполнена сэйю Масааки Мидзунакой, закрывающая «Ruby» — певцом Типпокэ Охаси. Премьера сериала на различных телеканалах Японии состоялась 8 апреля 2019 года.

## Сюжет
Сюжет игры и аниме-сериала основывается на персонажах буддийской мифологии и описывает её основных божеств, задачей которых является очищение существ от мирских пороков. В неком японском городе в храме Боннондзи проживает будда Сяка Нёрай, являющийся Сиддхартхой Гаутамой. Заскучав после отъезда одного из божеств, Сяка Нёрай решает призвать с небес себе в помощь Тайсякутэна и Бонтэна. Прибыв на место, боги обнаружили, что будда обманул их и вместо того, чтобы искоренять пороки на земле, предложил жить жизнью простых смертных. Тайсякутэн и Бонтэн очень давно не были в мире людей и испытывают огромные трудности, пытаясь приспособиться к реалиям мира XXI века. Постепенно к ним присоединяются и другие буддийские божества, однако вскоре об этом узнаёт Асура О, который замышляет план с целью навредить друзьям Тайсякутэна.

## Главные герои
Тайсякутэн (яп. 帝釈天) — Шакра.
Сэйю: Масааки Мидзунака
Бонтэн (яп. 梵天) — Брахма.
Сэйю: Томоаки Маэно
Дайнити Нёрай (яп. 大日如来) — Вайрочана.
Сэйю: Тэцуя Какихара
Сяка Нёрай (яп. 釈迦如来) — будда Гаутама.
Сэйю: Сётаро Морикубо
Асура О (яп. 阿修羅王 Асура О:) — верховный Асура.
Сэйю: Тацухиса Судзуки

## Критика
Завязка аниме-сериала получила средние оценки от обозревателей Anime News Network. По мнению Ребекки Сильверман, это произведение является своеобразным бисёнэн-ответом к манге Saint Onii-san. Дизайн персонажей, на взгляд критика, получился очень приятным даже без наложения мультипликации, а сцены выглядели скорее милыми и забавными нежели по-настоящему смешными. Мнение коллеги поддержал Терон Мартин, расценивший попытки Тайсякутэна и Бонтэна приспособиться к миру смертных типичным примером моэ «милые мальчики делают милые вещи». Мартин и Сильверман подчёркивали, что сюжет работы может сильно измениться под влиянием антагониста Асуры О, но хотели бы, чтобы юмор самого сериала стал более лёгким и игривым, а не только построенном на концепции «рыба, которую вынули из воды» или «божества против повседневной жизни».
Рецензент того же издания Ник Кример, напротив, остался доволен комедийной составляющей работы, а также выделил её аудиовизуальные характеристики, как имевшие уровень «выше среднего». Единственным опасением Кримера по поводу перспектив экранизации стала тенденция, по которой аниме-адаптации игр для мобильных приложений, как правило, были перегружены различными персонажами, что могло чрезвычайно затруднять восприятие сюжета у далёкого от оригинального материала зрителя.